# Weserhütte

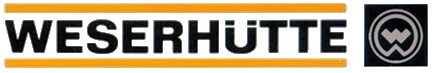

Das Eisenwerk Weserhütte Otto Wolff GmbH war ein deutsches Unternehmen der Anlagen- und Maschinenbauindustrie mit Sitz in der ostwestfälischen Stadt Bad Oeynhausen im Kreis Minden-Lübbecke, Nordrhein-Westfalen. Das Unternehmen wurde 1844 als Eisenwerk Weserhütte gegründet, entwickelte sich und wurde ein Teil der deutschen Rüstungsindustrie im Zweiten Weltkrieg. 1987 ging die Firma in Insolvenz.

## Geschichte
Die Ursprünge der Firma liegen in der Gründung des Eisenwerks Weserhütte im Jahr 1844 durch Albrecht Emil Kuntze und Christian Friedrich Pottharst. Der relativ kleine Betrieb stellte in bescheidenem Umfang Gusswaren her, vor allem Töpfe, Herde und landwirtschaftliches Gerät. Nach dem Tod des Firmengründers Pottharst wurde der Betrieb auf dem Gelände an der Werre erweitert. Produziert wurde mit einer Gießerei, für den Maschinenbau und Brückenbau. Zu Beginn des 20. Jahrhunderts geriet das Werk mehrfach in finanzielle Schwierigkeiten, es folgten Umstrukturierungen und neue Kapitalgeber.
Während des Zweiten Weltkriegs war die Weserhütte Teil der deutschen Rüstungsindustrie und produzierte Geschütze (Pak und Flak), Panzerspähwagen und Schützenpanzerwagen. Ein Teil der Produktion wurde in die sogenannte U-Verlagerung in das nahe gelegene Wiehengebirge verlagert. Den Stollen Kröte nutzte die Weserhütte AG, um Flakgeschütze unterirdisch herstellen zu können. In dieser Zeit wurden auch Zwangsarbeiter eingesetzt. Wegen der Rüstungsproduktion waren das Werk und damit auch die Stadt Bad Oeynhausen kurz vor Besetzung der Stadt durch die US-amerikanische Armee Bombenziel der Alliierten, bei dem viele Mitarbeiter der Weserhütte ums Leben kamen. In der Nachkriegszeit kam die Weserhütte auf die Demontageliste der Amerikaner und Briten. Die rund 800 Arbeiter des Werks bangten um ihre Arbeitsplätze. Teile des Werksgeländes wurden von den Royal Electrical and Mechanical Engineers der britischen Besatzungsmacht bis 1958 für eine Instandsetzungswerkstatt (4 Base Workshops REME) genutzt.
Nach dem Krieg war das Unternehmen zwar weitgehend ruiniert, hatte jedoch in den folgenden Jahrzehnten Anteil am deutschen Wirtschaftswunder und konnte sich in den 1950er- und 1960er-Jahren – neben Konkurrenten wie Demag, Menck & Hambrock und Orenstein & Koppel – als einer der großen deutschen Baggerhersteller etablieren. Vor allem in der Konstruktion von Seilbaggern nahm die Firma eine weltweite Spitzenstellung ein. Außerdem stellte es auch Großtransportanlagen, Maschinen für die Grobkeramik und Maschinen für die Hartzerkleinerung her. In den 1950er-Jahren beschäftigte die Firma weit über 2000 Mitarbeiter und nahm damit in Ostwestfalen einen Spitzenplatz ein.

### Konkurs
Der Niedergang der Firma begann in den frühen 1970er-Jahren, so dass sie sich zunehmend auf den Anlagenbau konzentrieren musste. 1980 fusionierte sie mit dem Maschinenproduzenten Pohlig-Heckel-Bleichert Vereinigte Maschinenfabriken AG (PHB) zur PHB Weserhütte AG (PWH). 1987 ging die Firma in Konkurs. Eigentümer war zu dieser Zeit Otto Wolff von Amerongen, Aufsichtsratsvorsitzender Arend Oetker. Insolvenzverwalter wurde Klaus Hubert Görg, der weite Teile des Geschäfts an Orenstein & Koppel verkaufte. Wolff hatte noch 1986 die Wende versucht, als er seinen damaligen Schwiegersohn Oetker zum Vorstandsvorsitzenden der Otto Wolff AG berief. Die der Weserhütte verbliebenen Altaufträge über im Bau befindliche Großanlagen für Stetigförderer im Ausland wurden bis auf eine Ausnahme, die von Görgs Kollegen Jauch begleitete Fertigstellung einer Anlage in Bangladesch, nicht mehr von der Weserhütte fertiggestellt.
Ursache der Insolvenz waren einerseits Auslandsgeschäfte, für welche die Geschäftsleitung unter dem Vorsitzenden Peter Jungen keine Kurssicherung betrieben hatte. Anfang der 1980er-Jahre konnte die Weserhütte schwache operative Ergebnisse noch durch den steigenden Kurs des US-Dollar ausgleichen. Von 1985 auf 1986 sank dieser jedoch (umgerechnet auf das Verhältnis zum Euro) von 2,94 auf 2,17 und 1987 wieder auf den Kurs von 1980 bei etwa 1,80, woraus dramatische Verluste der Weserhütte resultierten. Zudem war im Großanlagenbau schlüsselfertiges Bauen üblich. Die Weserhütte musste zunehmend Großanlagen als Generalunternehmer technisch und wirtschaftlich verantworten, für die sie mit ihren eigenen Produkten nur noch relativ kleine Leistungsteile erbrachte.
Görg konnte Otto Wolff zu Zuschüssen in das Konkursverfahren zur Abwendung möglicher weiterer Haftung bewegen, allerdings mit der Folge, dass Wolff bis 1990 seinen gesamten Otto-Wolff-Konzern verlor. Das Konkursverfahren wurde mit einem Zwangsvergleich nach der Konkursordnung abgeschlossen. Dieser wurde zugleich durch Wolffs herausragende Stellung als langjähriger Vertreter der deutschen Wirtschaft ermöglicht, da viele Gläubiger Wolff einen zwangsweisen Zugriff auf sein Vermögen ersparen wollten. Wolffs Prominenz machte das Verfahren seinerzeit zu einem der spektakulärsten.
Das Fotoarchiv der Firma wurde im Jahre 2001 von der Stiftung Rheinisch-Westfälisches Wirtschaftsarchiv übernommen.

## Produktpalette
- ab 1844: Herdteile, Töpfe, Kessel, Fensterrahmen und Zubehör für Landwirtschaftliche Geräte
- ab 1869: Tiefbohrgeräte, Salinenroste, Ziegeleimaschinen, Stahlbau(Gittermasten, Brücken), Brecher und Ziegeleimaschinen
- ab 1904: Löffelbagger (Seilbagger), Eimerkettenbagger, Schwimmbagger, Seil und Kettenförderbahnen
- ab 1908: Maschinen für die Schüttgutgewinnung, Lagerung und den Transport für Tagebaue und Kraftwerke; Brecher, Förderbänder, Schützengrabenbagger
- ab 1919: Pressen und Feldbahnen
- ab 1924: Erste Bagger mit Raupenfahrwerken, fahrbare Gurtförderer, kleinere Schiffsentladeeinrichtungen, Kabelverlegegeräte
- ab 1929: Verladebrücken und Spezial-Torfbagger
- Während des Zweiten Weltkrieges: Panzerfahrzeuge, Geschütze und sonstige Militärtechnik
- ab 1948: In den Folgejahren wurde ein breit gefächertes Bagger- und Tagebauprogramm angeboten
- ab 1949: Probennehmeranlagen und Transportanlagen für Hüttenwerke
- ab 1958: Schaufelradbagger
- ab 1959: Mobilseilbagger namens „Weserwolff“
- ab 1962: Hydraulikbagger
- ab 1965: Hafen-Umschlaggeräte
- ab 1964: Erste Seilbagger mit Hydrauliksteuerung
- 1968: Die Weserhütte baut die Tunnel-Hydraulikbagger für den Elbtunnel in Hamburg
- ab 1966: Einrichtungen für Atomkraftwerke und Kernforschungsanlagen
- ab 1973: Seilbagger wurden nur noch mit vollhydraulischen Antrieben gebaut

(Die Liste ist nicht vollständig.)

## Heutige Nutzung
Die bisherigen Hallen und andere Bauten wurden abgerissen. Auf dem Gelände der Weserhütte steht heute das große Einkaufszentrum Werre-Park mit einer Gesamtfläche von ca. 52.000 m², ein Kinocenter sowie die Spielbank Bad Oeynhausen. Ein großer Teil des Geländes wird als Parkplatz mit knapp 2300 Stellplätzen genutzt. Auf dem Gelände des Werre-Parks wurde im April 2012 eine Gedenktafel für die ehemalige Weserhütte errichtet.